# Сільван (римський узурпатор)
Клавдій Сільван (? — 355) — римський імператор у серпні — вересні 355 року.
Клавдій Сільван (помер 7 вересня 355 р.) був римським генералом франкського походження, узурпатором у Галлії проти імператора Констанція II протягом 28 днів у 355 р.

## Біографія
Клавдій Сільван був за походженням романізованим франком, і був за віросповіданням християнином. Його батько Бонітус відзначився при Костянтині І участю у війнах з Ліцинієм. При узурпаторі Магнеції, Сільван обіймав посаду військового трибуну, але перед битвою при Мурсі перейшов на бік Констанція II, в результаті за це отримав пасаду магістра піхоти.
У 352—353 роках Констанцій доручив йому відігнати німецькі племена, які атакували Галлію, за Рейн, Сільван виконав це завдання, підкупивши німців зібраними ним податками.

## Заколот
Деяким із придворних імператора Констанція вдалося переконати його, що Сільван планує захопити владу. За словами Амміана, префект преторія Лампадій і колишній скарбник Євсевій використовували губку, щоб змінити лист, надісланий Сильваном своїм друзям у Рим.[1] В підробленому листі було написано, що Сільван намагався заручитися підтримкою в місті для державного перевороту. Камарила Констанцій, за винятком франкських полководців Маларіха та Маллобаудеса, був однаково проти Сільвана. Придворні Аподемій і Динамій складали подальші фальшиві листи. Констанцій провів судовий процес, на якому союзники Сільвана успішно розвіяли фальшиві звинувачення проти полководця. Сільван, не знаючи про успіх своїх прихильників, відповів на загрозу засудження та страти фактично проголосивши себе імператором 11 серпня 355 року в Колонії Агріпіні (сучасний Кельн).[2] Пізній римський історик Михайло Куліковський стверджував, що весь епізод був пізнішим винаходом, створеним як привід позбавити Констанція II від Сільвана, перш ніж він став загрозою. Його основою цього аргументу є той факт, що на сьогоднішній день не знайдено жодної монети із зображенням Сільвана, оскільки практично кожен узурпатор карбував монети як спробу легітимізувати свою владу.

## Смерть
Констанцій, який перебував у Мілані, наказав Сільвану прийти до нього й назначив Урсіцина на пост Сільвана. Урсіцин сам був у суперечці з Камарилою Констанцієм, і Сільван, безсумнівно, довіряв ветеранському полководцю. У листі, який Урсіцин дав Сильвану, не вказувалося, що Констанцій вже знав про спробу Сільвана отримати владу, тому Сільван вважав себе в безпеці. Однак Урсіцин організував вбивство Сільвана, залучивши деяких повстанських солдат. Ці люди вбили охорону узурпатора і витягли Сільвана з християнської церкви, де він богослужив, і зарубали його на смерть.